# Mineralsmink
Mineralsmink är smink gjort av endast mineraler. De vanligaste mineralerna som används är titandioxid, zinkoxid, glimmer, bornitrid, vismutoxidklorid och olika järnoxider.
Mineralsmink fungerar även som ett solskydd om mineralerna titandioxid och zinkoxid ingår. Det fungerar även för personer med känslig hy, då den inte innehåller kemikalier som irriterar. Många med akne och andra hudirritationer får bättre hy av mineralsmink.[källa behövs] Mineralsmink finns som foundation, rouge, ögonskuggor med mera.
Mineralfoundation appliceras med en speciell borste som kallas kabukiborste. Lite puder skakas ut i burkens lock och arbetas in i borsten. Med cirklande rörelser jobbar man sedan in pudret i ansiktet. Resultatet blir naturligt, samtidigt som det täcker som en vanlig flytande foundation.
Vismut som finns i en del mineralsmink kan irritera speciellt vid värme, och vismutoxidklorid kan ge reaktioner som klåda och rodnad.